# Moorabbin

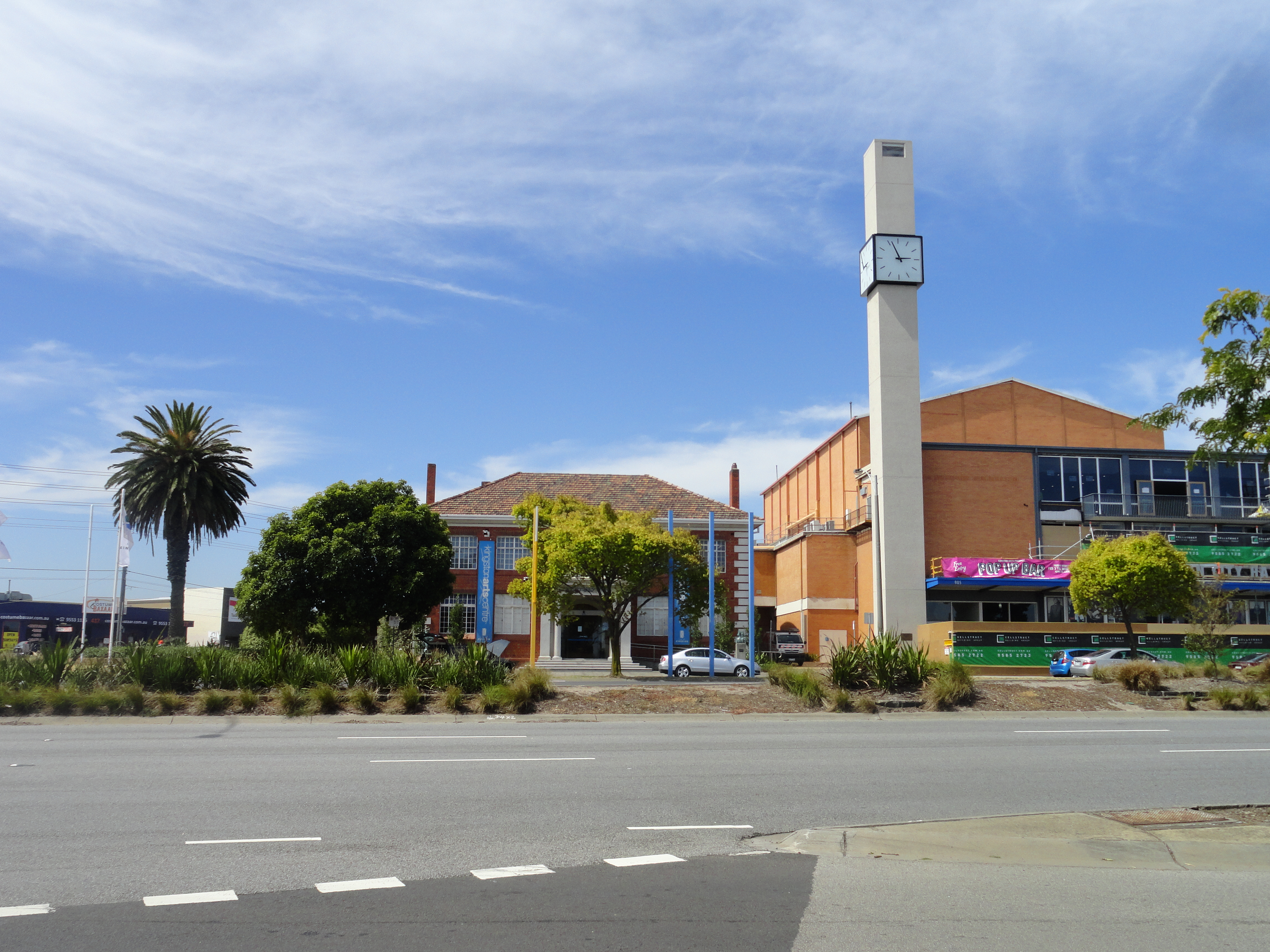
Mairie de Moorabbin.

Moorabbin est une ville d'Australie, située dans la banlieue de Melbourne, à 15 km au sud-est du quartier central des affaires de Melbourne. Au recensement de 2016, la population de Moorabbin était de 5 895 habitants.

## Personnalités liées à la commune
- Moorabbin est la ville natale d'Harry Hawker (1889-1921), aviateur et ingénieur aéronautique. Pour fêter le centenaire de sa naissance, le 22 janvier 1989, l'aéroport a été baptisé « Harry Hawker »[2].